# Boğaziçi, Kavak
Boğaziçi là một xã thuộc huyện Kavak, tỉnh Samsun, Thổ Nhĩ Kỳ. Dân số thời điểm năm 2010 là 137 người.